# Проеннек, Ричард
Ричард Луис (Дик) Проеннек (англ. Richard Louis Proenneke, 4 мая 1916 — 20 апреля 2003) — американский натуралист-самоучка и отшельник, на протяжении почти тридцати лет проживший в одиночестве в горах Аляски в бревенчатом срубе, самостоятельно возведённом им возле берега озёрной системы Твин-Лейкс. Проеннек охотился, ловил рыбу, занимался собирательством и огородничеством, изредка также получая поставки провизии. Он документировал свою жизнь в заметках и самостоятельно снимаемых видео, а также вёл признанные впоследствии ценными записи метеорологических и естественнонаучных наблюдений. Сделанные им записи и видео позже были использованы другими людьми для написания книг и создания документальных фильмов о периоде его жизни в дикой природе.

## Молодость
Отец Ричарда, Уильям Кристиан Проеннек, участвовал в Первой мировой войне, а позже работал бурильщиком. Его мать Лора (урождённая Бонн) была домохозяйкой. Его родители сочетались браком в конце 1909 или в начале 1910 года и имели трёх дочерей и трёх сыновей: Роберта, Хелен, Лорен, Ричарда (Дика), Флоренцию и Раймонда (Джейка). Годом рождения Ричарда часто указывается 1917, однако согласно данным службы социального обеспечения, а также переписи он родился в Примроусе, тауншип Харрисон, округ Ли, штат Айова, 4 мая 1916 года.
Проеннек был зачислен на службу в военно-морской флот Соединённых Штатов на следующий день после нападения японцев на Пёрл-Харбор и во время службы выполнял функции корабельного плотника. Он провёл около двух лет в Пёрл-Харборе, а затем был переведён в Сан-Франциско, получив назначение в команду нового корабля. После восхождения на гору в окрестностях города он заболел ревматической лихорадкой и был госпитализирован на шесть месяцев. К моменту его выздоровления война закончилась, и в 1945 году он был отправлен в отставку из военно-морского флота по состоянию здоровья:xiii. По словам друга Проеннека писателя Сэма Кейта, болезнь очень сильно повлияла на него, и после неё он решил посвятить всю оставшуюся жизнь укреплению силы и здоровья своего тела.
После увольнения из флота Проеннек получил профессиональное образование, став механиком со специализацией по дизельным двигателям. Он хорошо разбирался в своей профессии, но в конце концов по причине своей любви к природе уволился и переехал в Орегон, где работал на овечьем ранчо. В 1950 году перебрался на остров Шуяк на Аляске.
В течение нескольких лет Проеннек работал оператором и ремонтником на военно-морском аэродроме в Кадьяке. Следующие несколько лет он провёл в путешествиях по Аляске, работая рыбаком, специализировавшимся на лососёвых, и механиком. Затем Проеннек работал в аляскинском отделении Службы охраны рыбных и диких животных, занимаясь охраной королевского лосося. Благодаря своему таланту механика его услуги были востребованы, поэтому вскоре он смог заработать достаточно денег для выхода на пенсию и переезда в район Твин-Лейкс.

## Отшельничество

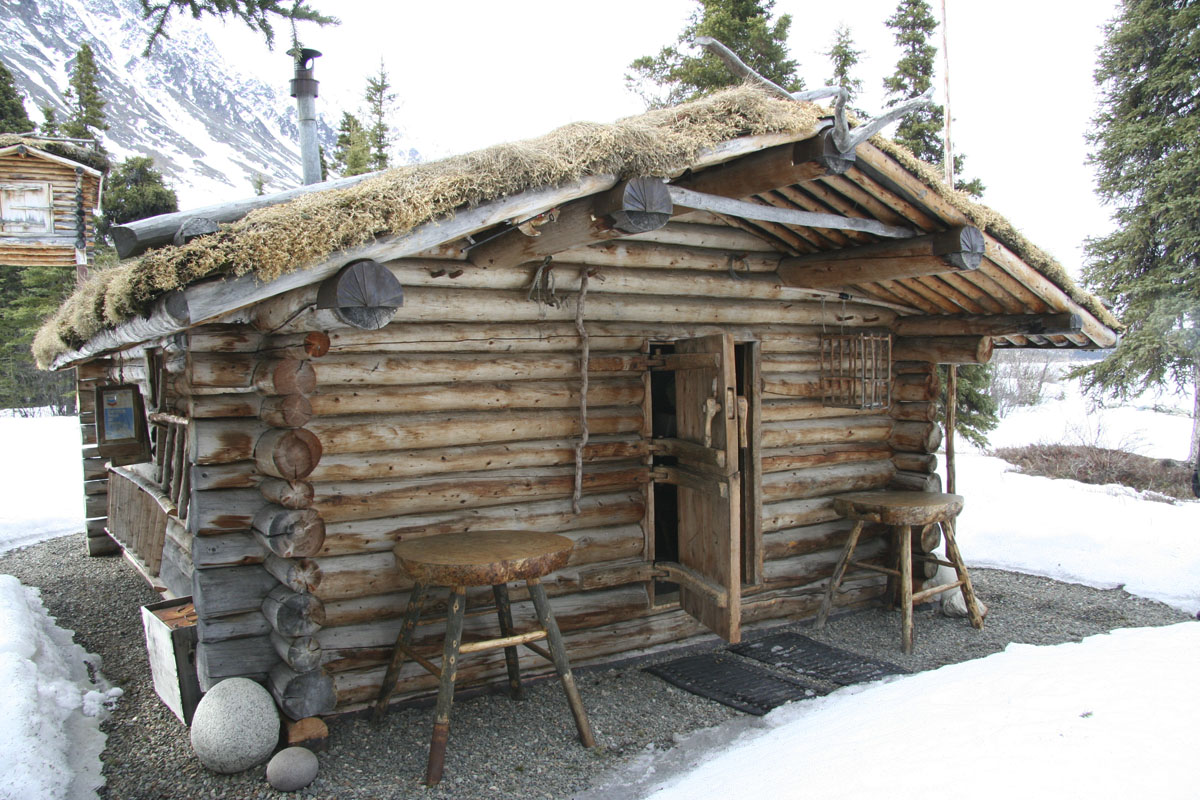
Хижина Проеннека

21 мая 1968 года 52-летний Проеннек, выйдя на пенсию, прибыл в Твин-Лейкс. Перед этим он договорился с капитаном Спайком Карритерсом и его женой Хоуп, жившими в Кадьяке, о праве пользования принадлежащей им деревянной хижиной на одной из местных вершин. Затем выстроил собственный бревенчатый сруб.
Самодельная хижина имеет «замечательное мастерство», благодаря навыкам Проеннека как плотника. Весь процесс строительства Проеннек снимал на кинокамеру. Само здание и большая часть мебели были сделаны им непосредственно из местных материалов: от гравия со дна озера, использовавшегося для устройства фундамента, до стволов деревьев, которые он самостоятельно рубил, распиливал и забивал с предварительным устройством пазов для угловых стыков стен. Окна, заранее спланированные и вырезанные, могли открываться. Камин, и дымоход были тщательно сложены из выкопанных им камней. Для хранения пищи он использовал металлические контейнеры — жестяные банки ёмкостью в один галлон были врыты им в землю ниже линии промерзания грунта. Это позволяло хранимым в них фруктам и другим скоропортящимся продуктам оставаться свежими на протяжении долгого времени в прохладной почве и доступными даже в случае замерзания почвы выше них. Друг Проеннека, буш-пилот и миссионер Леон Рид «Бейб» Элсуорт, регулярно совершал полёты к его жилищу, чтобы доставлять ему свежие продукты. Через него Проеннек мог также отправлять заказы в универмаг «Sears»..
Проеннек прожил в Твин-Лейкс 17 месяцев, после чего посетил родственников и сделал множество заказов провизии. Следующей весной он вернулся в свою хижину и прожил там большую часть последующих 30 лет своей жизни, лишь изредка возвращаясь к семье и сняв фильм о своей уединённой жизни.

## Смерть и память
В 1999 году 82-летний Проеннек вернулся в цивилизацию и прожил остаток своей жизни с братом Раймондом «Джейком» Проеннеком в Хемете, штат Калифорния. Скончался от инсульта 20 апреля 2003 года в возрасте 86 лет. Свою хижину он передал Службе национальных парков США; она поныне остаётся популярной туристической достопримечательностью аттракционом посетителей в отдалённом твин-лейском национальном парке Лейк-Кларк, а в 2007 году была внесена в Национальный реестр исторических мест США.
Сэм Кейт, познакомившийся с Проеннеком на морском аэродроме в Кадьяке и сопровождавший его в многочисленных охотничьих и рыболовных поездках, считал, что записи Проеннека могут стать основой для хорошей книги. Проеннек поддержал эту идею и согласился на любые изменения, которые Кит пожелал бы внести. В 1973 году Кейт опубликовал книгу «Одиночество одного человека: аляскинская одиссея», основанную на дневниках и фотографиях Проеннека. Выйдя несколькими тиражами, впоследствии она была переиздана в новом формате в 1999 году, выиграв в том же году Национальную премию за книги о природе (NOBA). В 2013 году «Alaska Northwest Books» было выпущено «юбилейное издание» в твёрдом переплете, посвященное сороковой годовщине со дня первой публикации «Одиночества одного человека». В 2003 году некоторые из текстов, защищённых авторским правом, из книги и некоторые плёнки Проеннека были использованы с разрешения в документальном фильме «Alone in Wilderness», который вышел на Общественном телевидении США. Фильм рассказывает о жизни Проеннека с момента строительства им сруба из доступных в округе природных материалов и включает в себя снятые им кадры и записи о дикой природе, погоде и природных пейзажах, а также рассказ Проеннека о своей повседневной жизни на протяжении зимних месяцев. Фильм имеет рейтинг 8,9 из 10, являясь одной из самых рейтинговых документальных картин на imdb.
В 2005 году Служба национальных парков и Ассоциация естественной истории Аляски опубликовали «More Readings Of One Man's Wilderness», ещё один том записей из дневников Проеннека. Книга, вышедшая под редакцией Джона Брэнсона, давнего сотрудника Национального парка Лейк-Кларк и друга Проеннека, охватывает годы создания парка. У Дика были очень тесные отношения с Park Service: он помогал её сотрудникам в съёмках важных мест и уведомлял о появлении в этом районе браконьеров.
В 2010 году в издательстве «Alaska Geographic» вышла книга «The Early Years: The Journals of Richard L. Proenneke 1967–1973». Как и «More Readings From One Man's Wilderness», она была выпущена под редакцией Джона Брэнсона. Этот сборник заметок охватывает первые годы жизни Проеннека в Твин-Лейкс, включая строительство его дома и обустройство запасов. Эти записи по объёму превосходят опубликованные в отредактированном Сэмом Кейтом собрании некоторых дневников Проеннека, озаглавленных «Одиночество одного человека: аляскинская одиссея». Но в отличие от упомянутой книги, в которой Кейт часто менял стиль повествования Проеннека, «Ранние годы» представляют собой именно записи самого автора с минимальными изменениями или без таковых.